# Jan Troell
Jan Gustaf Troell (* 23. července 1931 Malmö) je švédský filmový režisér, scenárista a kameraman. Jeho film Ole dole doff z roku 1968 získal Stříbrného medvěda na Mezinárodním filmovém festivalu v Berlíně. Stejnou cenu získal za film Il Capitano z roku 1991. Filmy Utvandrarna z roku 1971 a Ingenjör Andrées luftfärd z roku 1982 byly nominovány na Oscara za nejlepší neanglicky mluvený film. Snímku Utvandrarna bylo za rok umožněno zúčastnit se hlavní oscarové soutěže, byl nominován na čtyři Oscary, žádného ale nezískal.

## Filmografie

### Hrané filmy
| Rok  | Švédský název                  | Anglický název                 | Český název                     | Literární předloha                                |
| ---- | ------------------------------ | ------------------------------ | ------------------------------- | ------------------------------------------------- |
| 1965 | 4x4                            |                                | 4 x 4                           |                                                   |
| 1966 | Här har du ditt liv            | Here's Your Life               | Takový je můž život             | Eyvind Johnson: Här har du ditt liv!              |
| 1968 | Ole dole doff                  | Who Saw Him Die?               | Ten musí jít z kola ven         | Clas Engström: Ön sjunker                         |
| 1971 | Utvandrarna                    | The Emigrants                  | Vystěhovalci (Emigranti)        | Vilhelm Moberg                                    |
| 1972 | Nybyggarna                     | The New Land                   | Nová země                       | Vilhelm Moberg                                    |
| 1974 |                                | Zandy's Bride                  | Nevěsta pro Zandyho             | Lillian Bos Ross: The Stranger                    |
| 1977 |                                | Bang!                          | Bum!                            | Sven Christer Swahn: Orgeladjunkten               |
| 1979 |                                | Hurricane                      | Hurikán                         | Charles Nordhof, James Norman Hall: The Hurricane |
| 1982 | Ingenjör Andrées luftfärd      | Flight of the Eagle            | Let orla                        | Per Olof Sundman: Ingenjör Andrées luftfärd       |
| 1991 | Il capitano                    | Il Capitano: A Swedish Requiem |                                 |                                                   |
| 1996 |                                | Hamsun                         | Hamsun                          | Thorkild Hansen: Processen mod Hamsun             |
| 2001 | Så vit som en snö              | As White as in Snow            | Jako bílý sníh                  | Jacques Werup: Den ofullbordade himlen            |
| 2008 | Maria Larssons eviga ögonblick | Everlasting Moments            | Věčné okamžiky Marie Larssonové | Agneta Ulfsäter-Troell: Att människan levde       |
| 2012 | Dom över död man               | The Last Sentence              | Poslední věta                   |                                                   |

### Dokumentární filmy
| Rok  | Švédský název            | Anglický název | Český název    |
| ---- | ------------------------ | -------------- | -------------- |
| 1988 | Sagolandet               | Land of Dreams | Pohádková země |
| 1997 | En frusen dröm           | A Frozen Dream |                |
| 2003 | Närvarande               | Presence       |                |
| 2007 | Färgklang                | Tune           |                |
| 2011 | Kalla ingenting för sent |                |                |

### Krátkometrážní filmy
| Rok  | Název                                | Stopáž |
| ---- | ------------------------------------ | ------ |
| 1960 | Stad                                 | 25     |
| 1961 | Sommartåg                            | 14     |
| 1961 | Nyårsafton på skånska slätten        | 7      |
| 1962 | Pojken och draken                    | 30     |
| 1962 | En broder mer                        | 20     |
| 1962 | De kom tillbaka                      | 24     |
| 1962 | Båten                                | 21     |
| 1963 | Drömmar och syner vid havet          | 25     |
| 1964 | Trakom                               | 15     |
| 1964 | Johan Ekberg                         | 21     |
| 1964 | Den gamla kvarnen                    | 10     |
| 1965 | Vår i Dalby hage                     | 4      |
| 1965 | Uppehåll i myrlandet                 | 30     |
| 1965 | Porträtt av Åsa                      | 29     |
| 1975 | Nålsögat                             | 29     |
| 1989 | Tolvslaget – dagens dikt             | 7      |
| 1994 | Dansen                               | 20     |
| 1997 | ... och barnen i äppelträdet         | 25     |
| 2000 | 92,8 MHz ... drömmar i söder         | 30     |
| 2002 | Reflexion 2001                       | 7      |
| 2004 | The Yellow Tag                       | 10     |
| 2010 | Med mitt mått mätt – en ökenvandring | 6      |